# Gammelkerbeek

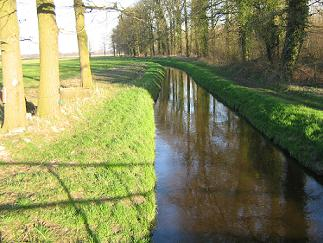
De Gammelkerbeek

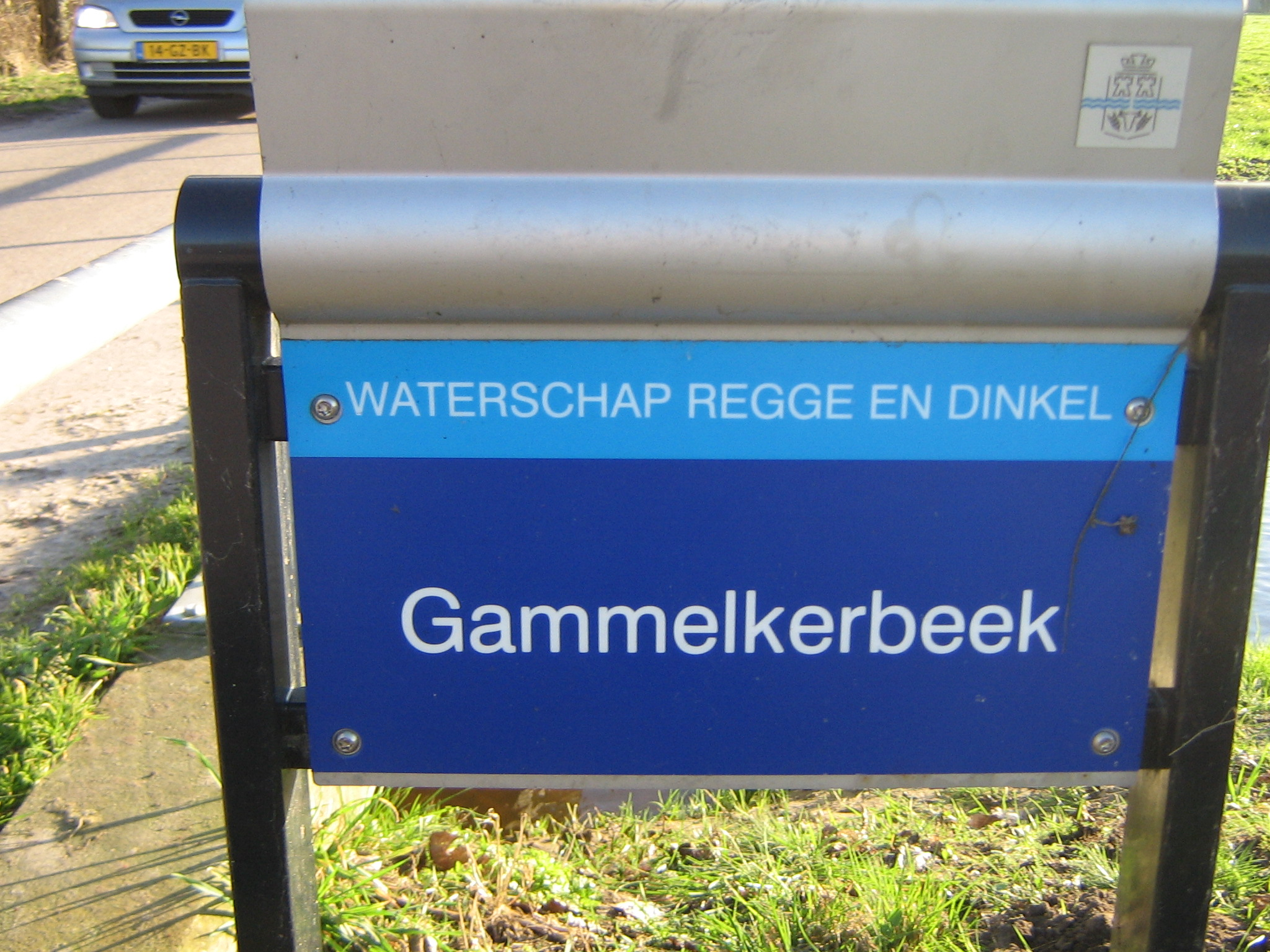
Bordje van Gammelkerbeek

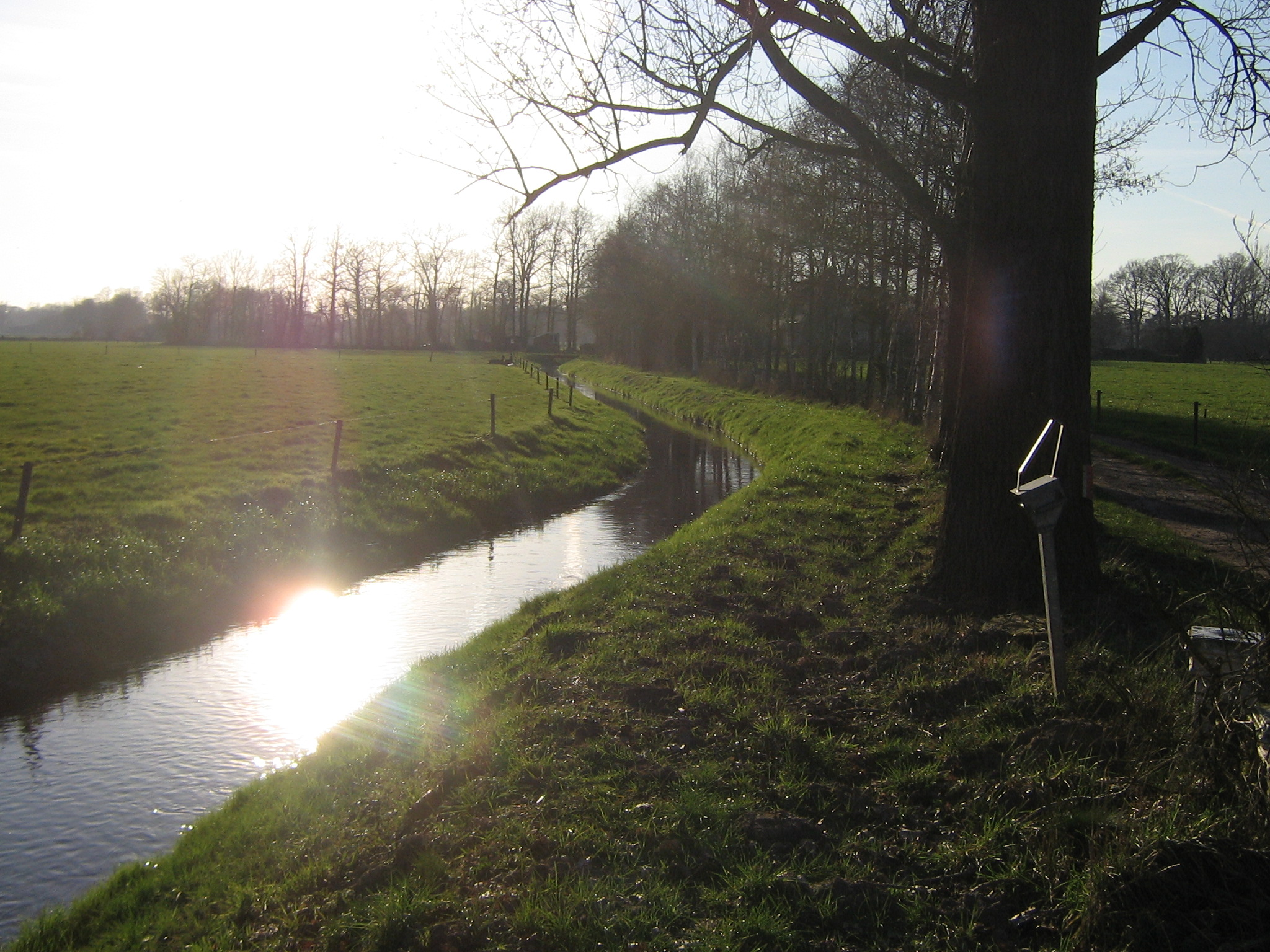
Gammelkerbeek met ondergaande zon

De Gammelkerbeek is een beek in het oosten van Twente, in de Nederlandse provincie Overijssel. Deze beek ontspringt in het oosten van Oldenzaal. De beek loopt vanaf Oldenzaal door het Gammelke naar Saasveld, daarna door Hertme waarin zij uitmondt in de Bornsebeek.
De Gammelkerbeek is een onderdeel van het stelsel van beken die ten westen van Oldenzaal parallel aan elkaar van oost naar west stromen. De andere beken die voorkomen in dit stelsel zijn de Spikkersbeek, Lemselerbeek, Saasvelderbeek en Deurningerbeek. De Gammelkerbeek stroomt vanaf de instroming van de Deurningerbeek tot aan de uitmonding in de Bornsebeek. 
Door de normalisaties van Gammelkerbeek  was er verdroging in het bos van Hertme opgetreden. Het nieuwe landinrichtingsplan rond Gammelke biedt de mogelijkheid natuurherstel uit te voeren door de waterhuishouding van de Gammelkerbeek en de Deurningerbeek te verbeteren.
Rond de eeuwwisseling zijn er vispassages in de Gammelkerbeek aangelegd om de migratie van vissen mogelijk te maken.